# Conioscinella maculipennis
Conioscinella maculipennis är en tvåvingeart som beskrevs av Curtis W. Sabrosky 1961. Conioscinella maculipennis ingår i släktet Conioscinella och familjen fritflugor. Inga underarter finns listade i Catalogue of Life.